# Frank Henry Stubbings
Frank Henry Stubbings FSA (* 8. März 1915; † 29. Oktober 2005) war ein britischer Altphilologe, Klassischer Archäologe, Prähistoriker und Mykenologe.
Nach dem Besuch der Perse School in Cambridge absolvierte Stubbings von 1933 an ein Studium der Klassischen Philologie (Classical tripos) am dortigen Emmanuel College. Dort gewann er unter anderem den Porson Prize for Greek verse composition. Nach dem Abschluss wurde er 1937 als Student in die British School at Athens aufgenommen und nahm an den Ausgrabungen in Ithaka und Mykene teil. Sein Lehrer war in dieser Zeit Alan Wace, der Ausgräber von Mykene. Während des Zweiten Weltkrieges gehörte er dem Stab der britischen Gesandtschaft in Athen, später dem der britischen Botschaft bei der griechischen Regierung in Kairo an. Bei seiner Rückkehr im Jahr 1945 wurde er zum Fellow und Director of studies in Classics am Emmanuel College ernannt. 1949 folgte die Ernennung zum University Lecturer in Prehellenic Archaeology. Zum Ph.D. promoviert wurde Stubbings mit einer Untersuchung des Exports mykenischer Keramik in die Levante, die 1951 veröffentlicht wurde. 1955 wurde er zum Fellow of the Society of Antiquaries gewählt. Von 1959 an war er Bibliothekar, von 1965 bis 1969 Vice-Master und schließlich Fellow auf Lebenszeit seines Colleges. Nach seiner Pensionierung 1980 wurde er Honorary Keeper der Sondersammlungen der College-Bibliothek. Von 1974 bis 1982 diente er der Universität als University Orator, der Reden und andere offizielle Texte für die Universität in lateinischer Sprache zu verfassen hat. Von 1981 bis 1991 war er Vorsitzender der Cambridge Bibliographical Society.
Seit 1945 war Stubbings mit der Klassischen Archäologin Joan Laing verheiratet.
Stubbings’ Forschungsgebiet war die Archäologie der homerischen Zeit, der griechischen Bronzezeit und die Vor- und Frühgeschichte Griechenlands und der Ägäis insgesamt.
Darüber hinaus veröffentlichte Stubbings verschiedene Arbeiten zur Stadt und Universität Cambridge.

## Schriften (Auswahl)
Veröffentlichungen zur Vor- und Frühgeschichte der Ägäis und zur Mykenologie
- The Recession of Mycenaean Civilization. In: Iorwerth Eiddon Stephen Edwards, Cyril J. Gadd, Nicholas G. Hammond (Hrsg.): The Cambridge Ancient History, volume 2, part 2: The Middle East and the Aegean Region. c.1380–1000 BC. Third edition. Cambridge University Press, Cambridge 1975, ch. 27, 338–358.
- The Rise of Mycenaean Civilization. In: Iorwerth Eiddon Stephen Edwards, Cyril J. Gadd, Nicholas G. Hammond (Hrsg.): The Cambridge Ancient History, volume 2, part 1: The Middle East and the Aegean Region, c.1800–1380 BC. Third edition. Cambridge University Press, Cambridge 1973, ch. 14, 627–658. Preprint: The Rise of Mycenaean Civilization. (Cambridge Ancient History, Revised Edition, Vol. ii, ch. xiv.). Cambridge University Press, 1963. – Rez. von: Hector W. Catling, in: Gnomon 37, 1965, 831–834.
- Prehistoric Greece. Rupert Hart-Davis, London 1972. – Rez. von: John Boardman, in: Classical Review (New Series) 24, 1974, 303; Sinclair Hood, in: Journal of Hellenic Studies 95, 1975, 255.
- mit Alan J. B. Wace (Hrsg.): A Companion to Homer. MacMillan and Company, London and Toronto 1962. – Rez. von: D. H. F. Gray, Phoenix 17, 1963, 293–300, online.
- Mycenaean Pottery from the Levant. Cambridge University Press, Cambridge 1951. – Rez. von: Sara A. Immerwahr, American Journal of Archaeology 56, 1952, 152–154, online.
- The Mycenaean pottery of Attica. In: The Annual of the British School at Athens 42, 1947, 1–75, online.

Veröffentlichungen zur Stadt und Universität Cambridge
- The Graham Watson Collection of Colour–plate Books at Emmanuel College, Cambridge. Cambridge 1993.
- mit Elisabeth Leedham-Green, D. E. Rhodes (Hrsg.): Garrett Godfrey's accounts, c. 1527–1533. Cambridge University Library for the Cambridge Bibliographical Society, Cambridge 1992.
- Bedders, Bulldogs and Bedells. A glossary of Cambridge words and usages. First published by the author 1991; revised and enlarged edition published by Cambridge University Press 1995; (Auszüge online).
- The Statutes of Sir Walter Mildmay Kt. Chancellor of the Exchequer and one of Her Majesty's Privy Councillors, authorised by him for the government of Emmanuel College founded by him. Translated and introduced by Frank Stubbings. Cambridge University Press, Cambridge 1983. – Rez. von: Claire Cross, in: The Journal of Ecclesiastical History 34, 1983, 656–657, online.
- William Croone (1633-1684). 1983.
- Saint Mark's Church, Cambridge. ‪A Short History, 1871–1951. Cambridge 1951. Zweite Auflage: A history of St Mark’s church, Cambridge in two parts: 1871–1951 by F. H. Stubbings and 1951–1985 by M. F. Ingham. Cambridge 1989.